# Jaecoo
Jaecoo és una marca del fabricant de vehicles xinès Chery Automobile creada el 2023. La marca es va establir per comercialitzar SUV a mercats d'exportació com Europa, Rússia, Malàisia, Orient Mitjà, Sud-àfrica i Xile. El nom és un acrònim de la paraula alemanya Jäger (que significa «caçador») i la paraula anglesa cool («fresc»).

## Història

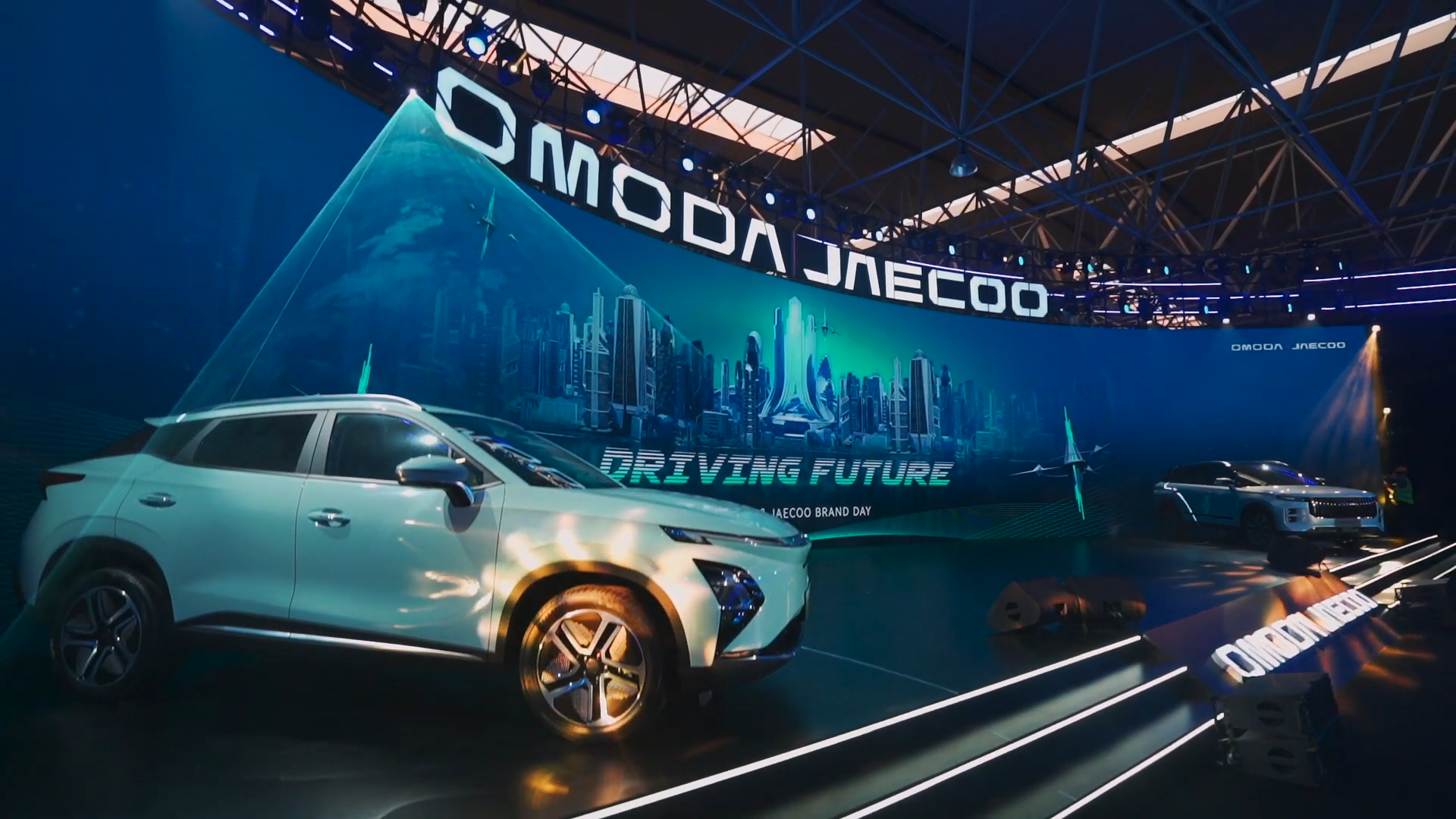
Presentació de les marques Omoda i Jaecoo a Wuhu

Jaecoo es va presentar l'abril de 2023 a la ciutat xinesa de Wuhu juntament amb la marca Omoda. Les dues marques (conegudes com a «O&J) només es comercialitzen fora de la Xina per a donar suport a la seva estratègia d'exportació. Ambdues marques tenen com a objectiu assolir unes vendes globals anuals de 1.400.000 unitats el 2030 (exclosa la Xina). El mateix mes, Chery va establir una empresa separada a la Xina anomenada Anhui Omoda Jaecoo Automobile Co., Ltd. com a empresa subsidiària.
Els vehicles Jaecoo es van posar a la venda al seu primer mercat, Rússia, el setembre de 2023, començant pel Jaecoo J7, així es va convertir en la cinquena marca Chery al país després de Chery, Exeed, Omoda i Jetour.